# Bellampalle
Bellampalle ist eine Stadt im indischen Bundesstaat Telangana.
Die Stadt ist Teil des Distrikts Mancherial. Bellampalle hat den Status einer Municipality. Die Stadt ist in 29 Wards gegliedert. Sie hatte am Stichtag der Volkszählung 2011 55.841 Einwohner.
Die erste Kohlemine bei Bellampalle wurde 1936 von den Briten eröffnet. Später entwickelte sich die Stadt mit der Entdeckung und dem Abbau neuer Kohlengruben sehr schnell. Die Kohleproduktion vor Ort wird heute von der Singareni Collieries Company betrieben.